# Onside TV Production
Onside TV Production AB är ett svenskt medieföretag som producerar TV-program med mera inom sportområdet. Företaget bildades år 2000 av Svenska Spel och Svenska Fotbollförbundet. 
Exempel på koncept och program från Onside:
- Spelkanalen för Svenska Spel (en digital satellit-distribuerad tevekanal till Svenska Spels ombud)
- Arenateve (storbildsskärmarna på de allsvenska arenorna med syndikerad matchproduktion som visas på samtliga skärmar)
- The Voice (en på Kanal 5 tevesänd radiostation)
- Klubbteve (ett nätverk av 3-kamerastudios hos de allsvenska klubbarna med Onside som knutpunkt)
- Lotto
- Champions League
- Engstrand 45 minuter
- Sportcenter
- Formel 1
- Tipsbingo
- Söndagsbingo
- Greyhound Racing
- Allsvenskan för TV4, Canal+ (Ej huvudmatcherna på Canal+ Sport 1)